# Live @ the Key Club
Live @ the Key Club – jedyny album koncertowy amerykańskiej grupy punkrockowej Pennywise. Materiał na tę płytę został zarejestrowany w Key Club w West Hollywood w Kalifornii, podczas występu w dniu 11 maja 2000 roku.

## Lista utworów
1. "Intro" – :47
2. "Wouldn't It Be Nice" – 2:34
3. "Living for Today" – 3:10
4. "Final Chapters" – 2:30
5. "Can't Believe It" – 2:04
6. "Unknown Road" – 2:12
7. "Homesick" – 2:21
8. "No Reason Why" – 2:51
9. "Fight Till You Die" – 2:58
10. "Peaceful Day" – 2:51
11. "Society" – 3:31
12. "Straight Ahead" – 3:09
13. "Pennywise" – 1:59
14. "Perfect People" – 2:58
15. "Minor Threat" – 2:15
16. "Same Old Story" – 3:11
17. "Alien" – 4:37
18. "Bro Hymn" – 5:43

- Utwór "Minor Threat" jest coverem piosenki zespołu Minor Threat.

## Twórcy
- Jim Lindberg – wokal
- Fletcher Draggs – gitara elektryczna
- Randy Bradbury – gitara basowa
- Byron McMackin – perkusja